# Oplophorus gracilirostris
Espèce
Synonymes
- Hoplophorus smithii Wood-Mason & Alcock, 1891[1]
- Oplophorus okitsuensis Yokoya, 1922[1]

Oplophorus gracilirostris est une espèce de crevettes marines de la famille des Oplophoridae.

## Habitat et répartition
Cette crevette est une espèce présente dans le golfe du Mexique, au large de Madagascar, de la Polynésie et de la Nouvelle-Calédonie. Elle est présente à une profondeur de 10 mètres à 2 400 mètres.